# Número abundante
Números abundantes (em latim, numeri superflui) são números menores que a soma dos seus divisores próprios.
Por exemplo, 12 é um número abundante, pois a soma dos seus divisores é 16:
1 + 2 + 3 + 4 + 6 = 16
Os números, por este critério, se dividem em três grupos, os números abundantes, os números deficientes, aqueles que são maiores que a soma dos seus divisores próprios, e os números perfeitos, aqueles que são iguais à soma dos seus divisores próprios.